# Ich liebe dich (film 1925)
Ich liebe dich è un film muto del 1925 diretto da Paul L. Stein.

## Produzione
Il film fu prodotto da Paul Davidson per la sua casa di produzione, la berlinese Davidson-Film AG.

## Distribuzione
Distribuito dalla Universum Film (UFA), il film - che il 28 gennaio aveva ottenuto il visto di censura - fu presentato a Berlino il 30 gennaio 1925. La Wardour Films lo distribuì nel Regno Unito il 5 luglio 1926 con il titolo I Love You.